# Henrietta (Wisconsin)
Henrietta – miasto w Stanach Zjednoczonych, w stanie Wisconsin, w hrabstwie Richland.